# Octarrhena pusilla
Octarrhena pusilla är en orkidéart som först beskrevs av Frederick Manson Bailey, och fick sitt nu gällande namn av Alick William Dockrill. Octarrhena pusilla ingår i släktet Octarrhena och familjen orkidéer. Inga underarter finns listade i Catalogue of Life.